# Paola Calvetti
Paola Calvetti (Milano, 10 gennaio 1955) è una scrittrice e giornalista italiana.

## Biografia
Paola Calvetti si è diplomata al liceo linguistico Alessandro Manzoni di Milano, città dove è nata e tuttora vive. A 18 anni ha pubblicato il suo primo libro (Lo spazio fantastico, Emme Edizioni) dedicato alla danza e al mimo per i bambini. Si è laureata al Dams di Bologna e subito dopo ha iniziato a collaborare al quotidiano La Repubblica con articoli sullo spettacolo. Ha lavorato per la trasmissione Mixer di Rai Due: ha scritto soggetto e sceneggiatura di cinque film dedicati ai grandi protagonisti della danza e alle loro città: Jazz City/Alvin Ailey, La ville lumière/Roland Petit; Città d'acqua/Carolyn Carlson; Madrid/Antonio Gades e la luna incantata con Alessandra Ferri, che ha vinto il primo premio al Fipa (FestivalInternazionale Programmi Audiovisivi). Nel 1990 ha scritto il soggetto e la sceneggiatura  del film per la tv (Rai radiotelevisione Italiana, rai Due) Il ritorno, dedicato ai ballerini italiani che lavorano nelle grandi compagnie straniere.
Dal 1989 al 1992 ha organizzato e diretto il Video Festival Danza&Video a Milano.
Ha ideato e curato la serie La danza (De Agostini) composta di venti ritratti dei più importanti danzatori e coreografi del XX secolo.
Ha scritto saggi sulla musica e la danza per le edizioni del Teatro alla Scala, del quale è stata Capo Ufficio Stampa dal 1993 al 1997. 
Nel 1996 ha curato il libro Riccardo Muti, dieci anni alla Scala (Leonardo Editore).
Dal 1997 al 1999 è stata capo ufficio stampa di Baldini&Castoldi Editore.
Dal 1999 al 2003 ha curato la comunicazione del Gruppo Industria di Fabrizio Ferri.
Dal 2003 al 2009 è stata Direttore della Comunicazione del Touring Club Italiano.
Tra il 2009 e il 2010 ha partecipato alla trasmissione di Rai 3 Linea Notte con la Rubrica La libraia dell'amore, che recensiva romanzi d'amore.
Finalista al premio Bancarella con il romanzo d'esordio, L'amore segreto, nel 2000 ha pubblicato L'Addio, nel 2004 Né con te né senza di te, nel 2006 Perché tu mi hai sorriso, nel 2009 Noi due come un romanzo (Mondadori), seguito nel 2012 da Olivia, ovvero la lista dei sogni possibili, nel 2013 da Parlo d'amor con me, nel 2017 da Gli innocenti e nel 2019 da Elisabetta II. Ritratto di regina, pubblicati da Mondadori. I suoi romanzi sono tradotti in Francia, Germania, Spagna, Albania, Giappone, Olanda, Stati Uniti.

## Opere
- L'amore Segreto, Baldini&Castoldi - 1999
- L'addio, Rizzoli - 2001
- Né con te né senza di te, Bompiani - 2004
- Perché tu mi hai sorriso, Bompiani - 2006
- Noi due come un romanzo, Arnoldo Mondadori Editore - 2009
- Cara sorella, Bompiani -2011
- Olivia ovvero la lista dei sogni possibili, Arnoldo Mondadori Editore - 2012
- Parlo d'amor con me. Vita e musica tra le mura di Casa Verdi, Arnoldo Mondadori Editore - 2013
- Gli Innocenti, Arnoldo Mondadori Editore - 2017
- Elisabetta II. Ritratto di regina - Arnoldo Mondadori Editore - 2019
- Le rivali. Dieci donne di talento che hanno cambiato la storia, Mondadori - 2021

## Altri contributi
- CAF. 30 anni per bene, Mondadori Electa, 2009 (Ediz. illustrata)